# Paweł Wszołek
Paweł Marek Wszołek (ur. 30 kwietnia 1992 w Tczewie) – polski piłkarz występujący na pozycji pomocnika w polskim klubie Legia Warszawa oraz w reprezentacji Polski.

## Kariera klubowa
Karierę zaczął w drużynie młodzieżowej Wisły Tczew, której barwy reprezentował do 2009, z roczną przerwą na grę w Lechii Gdańsk. Przed sezonem 2009/2010 został zawodnikiem Polonii Warszawa. Początkowo występował w zespole Młodej Ekstraklasy, jednak po roku udało mu się przebić do pierwszej drużyny. 13 listopada 2010 Wszołek zadebiutował w Ekstraklasie podczas wygranego 3:1 meczu z Ruchem Chorzów. 21 września 2011 zdobył swoją pierwszą bramkę dla Polonii podczas wygranego 4:0 meczu Pucharu Polski z Ruchem Radzionków. 12 marca 2012 w wygranym 4:1 meczu z Jagiellonią Białystok Wszołek zdobył debiutanckiego gola w Ekstraklasie.
6 czerwca 2013 rozwiązał kontrakt z Polonią. Na początku lipca 2013 podpisał kontrakt z włoską Sampdorią. 21 września 2013 w spotkaniu z Cagliari Calcio zadebiutował w nowym klubie, w Serie A, zaś 11 maja 2014, w meczu z SSC Napoli, zdobył swoją debiutancką bramkę na włoskich boiskach. 31 sierpnia 2015 został wypożyczony na rok do Hellas Werony. W nowym klubie debiutował 27 września w meczu z S.S. Lazio. W sezonie 2015/2016 wystąpił w 26 ligowych meczach Verony, w których zaliczył 6 asyst. Nie zdołał jednak zapobiec spadku drużyny z Serie A. 22 czerwca 2016 został wykupiony z Sampdorii przez Hellas Veronę. 31 sierpnia 2016 został wypożyczony na rok z opcją pierwokupu do angielskiego klubu Queens Park Rangers. W Championship zadebiutował 13 września 2016 w meczu z Newcastle, zaś 15 października 2016 otwierając wynik zremisowanego 1:1 ligowego meczu z Reading, strzelił swoją pierwszą bramkę w nowym klubie. 19 września 2019 roku podpisał dwuletni kontrakt z Legią Warszawa. 27 października 2019 w meczu Ekstraklasy z Wisłą Kraków wygranym przez warszawski zespół 7:0 strzelił pierwszą bramkę dla klubu. 1 lipca 2021 został piłkarzem niemieckiego klubu 1. FC Union Berlin. Jedyne spotkanie rozegrał 27 października 2021 przeciwko Waldhof Mannheim w 2. rundzie Pucharu Niemiec. W styczniu 2022 został wypożyczony do Legii Warszawa. 7 lipca tego samego roku postanowił rozwiązać kontrakt z Unionem i podpisał trzyletni kontrakt z Legią. 24 lutego 2023 strzelił gola w swoim 100. występie dla stołecznego klubu, który zremisował 2:2 mecz z Widzewem Łódź.

## Kariera reprezentacyjna
12 października 2012 zadebiutował w reprezentacji Polski w wygranym 1:0 meczu towarzyskim z reprezentacją Republiki Południowej Afryki. 11 marca 2016, po dwóch latach przerwy, został powołany przez selekcjonera Adama Nawałkę na towarzyskie spotkania z Serbią i Finlandią. Zawodnik wystąpił 26 marca 2016 w spotkaniu z Finlandią we Wrocławiu i zdobył dwie, debiutanckie bramki. Ostatecznie mecz zakończył się zwycięstwem reprezentacji Polski 5:0. 12 maja 2016 znalazł się w szerokiej kadrze Polski przygotowującej się do Mistrzostw Europy we Francji. W dalszej walce o wyjazd na turniej przeszkodziła mu jednak kontuzja (złamana kość promieniowa lewej ręki z przemieszczeniem), której doznał 19 maja 2016 podczas zgrupowania regeneracyjnego w Juracie. Uraz wykluczył go z gry na 3 miesiące. 3 września 2023 selekcjoner Fernando Santos powołał go na mecze eliminacji Mistrzostw Europy 2024 przeciwko Wyspom Owczym i Albanii.

## Statystyki

### Klubowe
(aktualne na dzień 21 kwietnia 2024)
| Klub                  | Sezon              | Liga               | Liga  | Liga   | Puchar kraju | Puchar kraju | Puchar ligi | Puchar ligi | Europa | Europa | Inne  | Inne   | Suma  | Suma   |
| Klub                  | Sezon              | Liga               | Mecze | Bramki | Mecze        | Bramki       | Mecze       | Bramki      | Mecze  | Bramki | Mecze | Bramki | Mecze | Bramki |
| --------------------- | ------------------ | ------------------ | ----- | ------ | ------------ | ------------ | ----------- | ----------- | ------ | ------ | ----- | ------ | ----- | ------ |
| Polonia Warszawa      | 2010/11            | Ekstraklasa        | 7     | 0      | –            | –            | –           | –           | –      | –      | –     | –      | 7     | 0      |
| Polonia Warszawa      | 2011/12            | Ekstraklasa        | 26    | 2      | 2            | 1            | –           | –           | –      | –      | –     | –      | 28    | 3      |
| Polonia Warszawa      | 2012/13            | Ekstraklasa        | 27    | 7      | 2            | 3            | –           | –           | –      | –      | –     | –      | 29    | 10     |
| UC Sampdoria          | 2013/14            | Serie A            | 19    | 1      | 2            | 0            | –           | –           | –      | –      | –     | –      | 21    | 1      |
| UC Sampdoria          | 2014/15            | Serie A            | 6     | 0      | 1            | 0            | –           | –           | –      | –      | –     | –      | 7     | 0      |
| UC Sampdoria          | 2015/16            | Serie A            | 2     | 0      | –            | –            | –           | –           | 2      | 0      | –     | –      | 4     | 0      |
| Hellas Verona (wyp.)  | 2015/16            | Serie A            | 26    | 0      | 1            | 0            | –           | –           | –      | –      | –     | –      | 27    | 0      |
| Hellas Verona         | 2016/17            | Serie B            | 0     | 0      | 1            | 0            | –           | –           | –      | –      | –     | –      | 1     | 0      |
| QPR (wyp.)            | 2016/17            | Championship       | 29    | 3      | 1            | 0            | 1           | 0           | –      | –      | –     | –      | 31    | 3      |
| Queens Park Rangers   | 2017/18            | Championship       | 36    | 2      | 1            | 0            | 1           | 0           | –      | –      | –     | –      | 38    | 2      |
| Queens Park Rangers   | 2018/19            | Championship       | 32    | 4      | 3            | 0            | 3           | 2           | –      | –      | –     | –      | 38    | 6      |
| Legia Warszawa        | 2019/20            | Ekstraklasa        | 25    | 6      | 4            | 1            | –           | –           | –      | –      | 1     | 0      | 25    | 7      |
| Legia Warszawa        | 2020/21            | Ekstraklasa        | 24    | 3      | 3            | 1            | –           | –           | 3      | 1      | 1     | 0      | 31    | 5      |
| 1. FC Union Berlin    | 2021/22            | Bundesliga         | 0     | 0      | 1            | 0            | –           | –           | –      | –      | –     | –      | 1     | 0      |
| Legia Warszawa (wyp.) | 2021/22            | Ekstraklasa        | 14    | 6      | 1            | 0            | –           | –           | –      | –      | –     | –      | 15    | 6      |
| Legia Warszawa        | 2022/23            | Ekstraklasa        | 34    | 7      | 6            | 0            | –           | –           | –      | –      | –     | –      | 40    | 7      |
| Legia Warszawa        | 2023/24            | Ekstraklasa        | 24    | 4      | 2            | 0            | –           | –           | 14     | 2      | 1     | 0      | 39    | 6      |
| Ogólnie w karierze    | Ogólnie w karierze | Ogólnie w karierze | 331   | 39     | 31           | 6            | 5           | 2           | 19     | 3      | 3     | 0      | 387   | 50     |

### Reprezentacyjne
(aktualne na dzień 15 października 2023)
| Reprezentacja | Rok     | Mecze | Bramki |
| ------------- | ------- | ----- | ------ |
| Polska        | 2012    | 3     | 0      |
| Polska        | 2013    | 3     | 0      |
| Polska        | 2014    | 1     | 0      |
| Polska        | 2016    | 3     | 2      |
| Polska        | 2017    | 1     | 0      |
| Polska        | 2023    | 3     | 0      |
| Polska        | Ogólnie | 14    | 2      |

| 1.  | 12.10.2012 | Warszawa, Polska       | Południowa Afryka  | 1:0 |           | towarzyski                          |
| 2.  | 17.10.2012 | Warszawa, Polska       | Anglia             | 1:1 |           | el. MŚ 2014                         |
| 3.  | 14.12.2012 | Antalya, Turcja        | Macedonia Północna | 4:1 |           | towarzyski                          |
| 4.  | 02.02.2013 | Malaga, Hiszpania      | Rumunia            | 4:1 |           | towarzyski (nieuznawany przez FIFA) |
| 5.  | 06.09.2013 | Warszawa, Polska       | Czarnogóra         | 1:1 |           | el. MŚ 2014                         |
| 6.  | 10.09.2013 | Serravalle, San Marino | San Marino         | 5:1 |           | el. MŚ 2014                         |
| 7.  | 13.05.2014 | Hamburg, Niemcy        | Niemcy             | 0:0 |           | towarzyski                          |
| 8.  | 26.03.2016 | Wrocław, Polska        | Finlandia          | 5:0 | Gol · Gol | towarzyski                          |
| 9.  | 11.10.2016 | Warszawa, Polska       | Armenia            | 2:1 |           | el. MŚ 2018                         |
| 10. | 14.11.2016 | Wrocław, Polska        | Słowenia           | 1:1 |           | towarzyski                          |
| 11. | 13.11.2017 | Gdańsk, Polska         | Meksyk             | 0:1 |           | towarzyski                          |
| 12. | 07.09.2023 | Warszawa, Polska       | Wyspy Owcze        | 2:0 |           | el. ME 2024                         |
| 13. | 12.10.2023 | Thorshavn, Wyspy Owcze | Wyspy Owcze        | 2:0 |           | el. ME 2024                         |
| 14. | 15.10.2023 | Warszawa               | Mołdawia           | 1:1 |           | el. ME 2024                         |

## Sukcesy

### Legia Warszawa
- Mistrzostwo Polski : 2019/2020, 2020/2021[23]
- Puchar Polski: 2022/2023[24], 2024/2025 [25]
- Superpuchar Polski: 2023[26], 2025[27]